# Francis Severeyns
Francis Severeyns, né le 8 janvier 1968 à Westmalle, est un joueur de football belge. Il a été meilleur buteur du championnat de Belgique en 1987-1988.
En D1 belge, il a inscrit 149 buts en 369 matchs. Il compte aussi huit sélections en équipe nationale belge.
Sa sympathie lui vaudra le surnom de "Cisse".

## Palmarès
- Finaliste de la Coupe d'Europe des Vainqueurs de Coupe en 1993 avec le Royal Antwerp FC